# Коноплі звичайні
Коноплі звичайні, або посівні (Cánnabis satíva) — трав'янистий вид рослин роду коноплі родини коноплеві (Cannabaceae). Вони походять з Центральної Азії; вперше були описані Діоскоридом 60 року н. е.
З давніх-давен коноплі звичайні використовуються в народній медицині та як джерело текстильних волокон. Звичайні промислові сорти конопель, як правило, не містять психотропних речовин і широко використовуються у виробництві тканин, взуття, олії, в будівництві (бетон, що містить конопляні волокна, не поступається за міцністю бетону з арматурою) тощо.

## Систематика
Попередньо визнаним (англ. preliminary accepted) у Флорі Європи вважається лише один підвид, який раніше вважався видом:
- Cannabis sativa subsp. indica  (Lam.) E.Small & Cronquist — коноплі звичайні індійські.

Раніше виділені як вид коноплі дикі (Cannabis ruderalis Janisch.) та різновид коноплі звичайні дикі Cannabis sativa var. spontanea Vavilov віднесені до синонімів.
Багато інших різновидів, запроваджених раніше, останнім часом не визнаються більшістю систематиків
- Cannabis sativa subsp. intersita  (Soják) Soják[9]
- Cannabis sativa L. var. indica  (Lam.) Wehmer[9]
- Cannabis sativa var. kafiristanica  (Vavilov) E.Small & Cronquist[9]
- Cannabis sativa var. ruderalis  (Janisch.) S.Z.Liou[9]
- Cannabis sativa var. sativa L.[10]
- Cannabis sativa var. spontanea Vavilov[10]

## Назви
Рослини, що несуть жіночі квітки, називають «матірка», «гайдарак», «гайдурі» або просто коноплі, а чоловічі — «плоскінь», «замашка», «коноплі білі».
Сучасною українською науковою назвою рослини є коноплі звичайні, хоча в літературі часто використовується назви коноплі посівні (дослівний переклад латинського видового прикметника) та коноплі корисні — переклад англійського словосполучення useful hemp. Доволі часто трапляється й форма назви в однині — конопля посівна — як наслідок «русифікації» назви[джерело?].

## Ботанічний опис

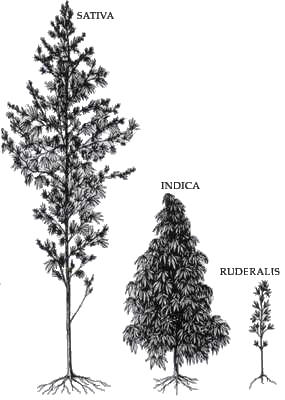
основні види конопель

Коноплі звичайні — однорічні дводомні рослини.
Корінь конопель стрижневий, проникає на глибину 1,5 — 2 м. Основна маса коренів розвивається у шарі до 40 см. Коріння плосконі за масою у 2 — 3 рази менше коренів матерки.
Стебло прямостояче, просте, рідше гіллясте, внизу округле, у верхній частині шестигранне, жолобчасте, покрите залозистими волосками. Зазвичай воно досягає 1½ метра заввишки, а у деяких різновидів і набагато більше, так у var. chinensis (китайських конопель) воно буває 0,2 — 6 метрів.
Листки 3-7(-11)-черешкові; черешки 3-7,5 см завдовжки, опушені; листочки сидячі, вузьколанцетні, 2,5-15 см завдовжки, 0,35-2 см завширшки, на верхівці звужено-загострені, при основі вузько клиноподібні, краї крупнозубчасті, з обох боків вкриті дуже короткими щетинистими волосками і дрібними жовтими залозками; нижні листки — лапчасто-складене з 5 — 7 (рідко 9) вузьких зубчастих по краях листочків; верхні — трилопатеві або цільні. Міжвузля довгі. Нижнє листя розташоване супротивно, верхнє — почергово. При листку розвинені два вільні прилистки.
Шорстка, зі специфічним запахом, облистяна, проста або гілляста трав'яниста рослина 0,9-4,5 м заввишки, чоловічі рослини вищі і стрункіші, відмирають незабаром після цвітіння, жіночі — кремезніші і живуть кілька місяців після запилення; стебла кутасті, вкриті досить короткими жорсткими волосинками.
Чоловіче суцвіття (складні китиці або волоті) розміщене на бічних гілках або верхівці стебла нещільно волотисте, до 18 см завдовжки, вкрите дрібними щетинистими волосками; квітки від білуватого до зеленувато-жовтого кольору, з п'ятьох сегментів; чашолистки довгасто-еліптичні, 2,8-4 мм завдовжки, 1-1,6 мм завширшки, дрібно волосисті; тичинки (близько п'яти) на довгій ніжці, нитки близько 0,3-1 мм завдовжки і пиляки 3-3,7 мм завдовжки, з великою кількістю пилку.
Жіночі стиснуто-колосоподібні суцвіття розвиваються у пазусі листків. Жіночі квітки складаються з однолисткового покриву, маточки з одногнізною зав'яззю та двома ниткоподібними перистими приймочками. Приквіток зелений, загострений, охоплює зав'язь і утворює в основі роздуту трубчасту оболонку 1,8-8,5 мм завдовжки, до 6 мм завширшки, розкрита, вкрита тонкими волосками і короткочерешковими або безчерешковими круглими смолосекретуючими залозками. Жіночі суцвіття не виступають з листків, більш компактні, короткі і малоквіткові.
Чоловічі та жіночі квітки на різних рослинах або рідко на одній рослині, але тоді переважає одна стать.
Квітки одностатеві; рослина дводомна, чоловічі рослини зацвітають трохи раніше. Запилюється вітром.
Цвітіння конопель звичайних (на відміну від поширених дикорослих конопель диких) починається пізніше, у серпні — вересні. Сигналом для початку цвітіння служить значне подовження темної частини доби.
Плід — сім'янка (двостулковий «горішок», що складається з насінини з твердою оболонкою, щільно вкритою тонкою стінкою зав'язі) еліпсоїдна або субглобозна, злегка стиснута, килевата, блискуча, 2,5-5 мм завдовжки, 2-3,5 мм завширшки, сірувата або бурувата, часто вкрита рельєфним або мармуровим мозаїчним малюнком з блідими або чорними плямами. Діаметр плода 2 — 5 мм. Маса 1000 насінин від 9 до 22 г.
Часто зустрічається здичавілою на забур'янених місцях. Донедавна дика (або здичавіла) форма вважалася самостійним ботанічним видом — коноплі дикі (Cannabis ruderalis Janisch.)
Відомі сорти конопель посівних (гібриди з коноплями індійськими не включено):
- Mexican (Acapulco gold, Oaxacan, Zacatecas Purple, Guerrero Gold, Michoacan)
- Brazillian (Manga Rosa, Santa Maria)
- Colombian (Colombian Red, Santa Marta Colombian Gold)
- African (Durban, Swazi, Power Plant, Congolese, Malawi Gold, Angolese, Lesothan, Nigerian)
- Thai (Lemon Thai, Juicy Fruit Thai, Chocolate Thai)
- Cambodian
- Haze
- Золотоноша, інгреда

### Плоскінь
Пло́скінь — чоловіча рослина конопель. Відрізняється від жіночого формою суцвіттів (волоть), більшим зростом і тонкішим стеблом, менш густим листям. Зізріває на 40-50 днів раніше за жіночі екземпляри. Чоловічі екземпляри конопель мають міцніші і грубіші волокна, тканина з них виходить груба і цупка, але мотузки і линви дуже міцні.

### Матірка
Ма́тірка — жіноча рослина конопель. Відрізняється формою суцвіття (короткий складний колос), меншою висотою, товстішим стеблом, густішим листям. Волокна в матірки менш міцні, але придатні для виробництва тканин. З насіння матірки отримують конопляну олію.

## Хімічний склад
Коноплі звичайні містять понад 550 хімічних сполук, з яких понад 100 є фітоканабіноїдами (в основному синтезуються в залозистих трихомах, яких більше в жіночих суцвіттях), в тому числі Δ9-тетрагідроканабінол і канабідіол. Коноплі також містять ароматичні терпени, яких було ідентифіковано понад 100, вуглеводи, жирні кислоти та їхні ефіри, аміди, аміни, фітостерини, фенольні сполуки.
У насінні конопель міститься 30 — 38 % жирної олії, що складається головним чином з гліцеридів ненасичених жирних кислот (лінолевої, ліноленової та масляної). Знайдено також білки, амінокислоти (гліколь, аланін, валін, лейцин, ізолейцин, фенілаланін, треонін, тирозин, аспаргінову кислоту, трігонеллін, оксипролін та інші), вуглеводи, спирт квебрахт, фенольні сполуки (канабінол та канабідіол) і сліди алкалоїдів.

## Застосування
Здавна відомі як корисна дика рослина, їх знали ще єгиптяни за 1500 років до н. е. За свідченнями Геродота, коноплі дикі у великих кількостях збирали скіфські племена Причорномор'я.
До початку ХХ століття коноплі вирощувались повсюдно, особливо заради луб'яних волокон. Кількість чоловічих і жіночих рослин у плантації приблизно однакова. Порівняно з жіночими рослинами, чоловічі мають тонше стебло, менше листя і дозрівають раніше. Тому їх частка в урожаї різна. Плоскінь дає не більше 33, а матірка — 66 % загального врожаю волокна. Волокно йде на мотузки, шпагат, канати, полотнину, вал, мішковину.
У 60-х роках XX століття коноплі займали 3-е місце серед прядильних рослин після бавовнику та льону.
Відходи прядильного виробництва — клоччя — застосовується для конопачення, упаковки.
Макуха (але не зелена маса) використовується як корм для худоби. Свіжоскошена трава конопель викликає важке отруєння у худоби, особливо у коней.
Насіння містить олію, що йде в їжу і для малярних фарб. Вона використовується у салатах, для виготовлення кондитерських виробів, випікання хліба тощо. Добувають її холодним пресуванням. У Російській імперії олію з конопель продавали під назвою лампадної олії.
В українських селах з насіння конопель готують смачний соус до пиріжків з гороховою начинкою.
Солома цінується як підстилка для худоби, оскільки вона добре вбирає вологу.
Давні греки з насіння готували особливий напій, що називався νηπενθής (буквально — «той, що долає страждання»).
Висушені верхівки жіночих рослин канабісу, настоянки та екстракти з них, а також смола використовуються в медицині. Канабіс та його складові рекомендовані як терапевтичні сполуки для лікування багатьох станів, зокрема болю, тривоги, епілепсії, нудоти та блювоти, посттравматичного стресового розладу.
Нині набуло популярності вживання канабісу у якості «легкого наркотику», тому його культивування контролюється державою, а дикі посіви регулярно знищуються. Дикі плантації неодноразово виявляли та знищували на території природного заповідника «Медобори» та національного природного парку «Кременецькі гори».

## Галерея

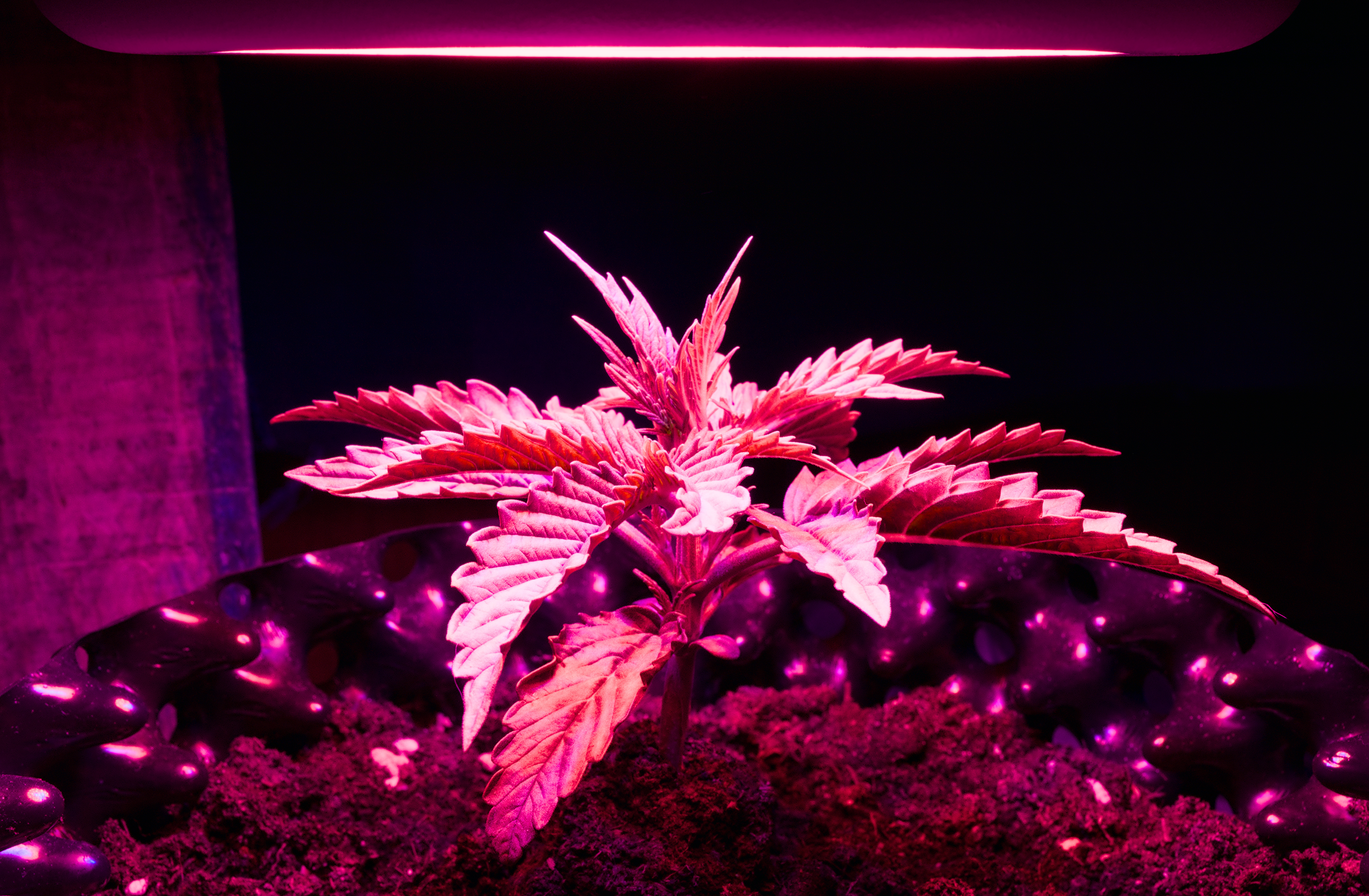
Cannabis sativa var. ruderalis (штам «Біла вдова», віком два-три тижні), що росте під світлодіодними лампами.
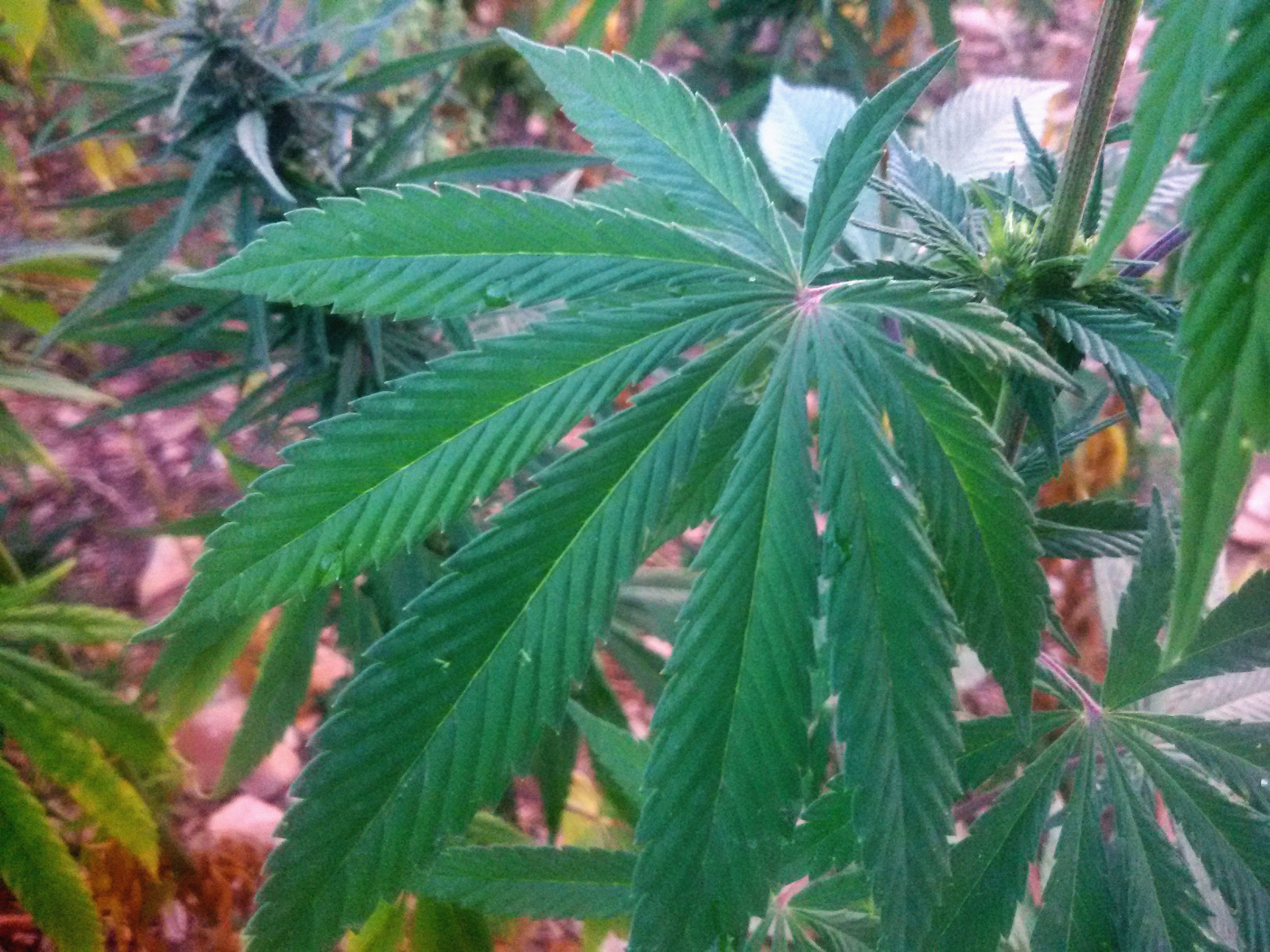
Лист конопель у Кетамі, Марокко
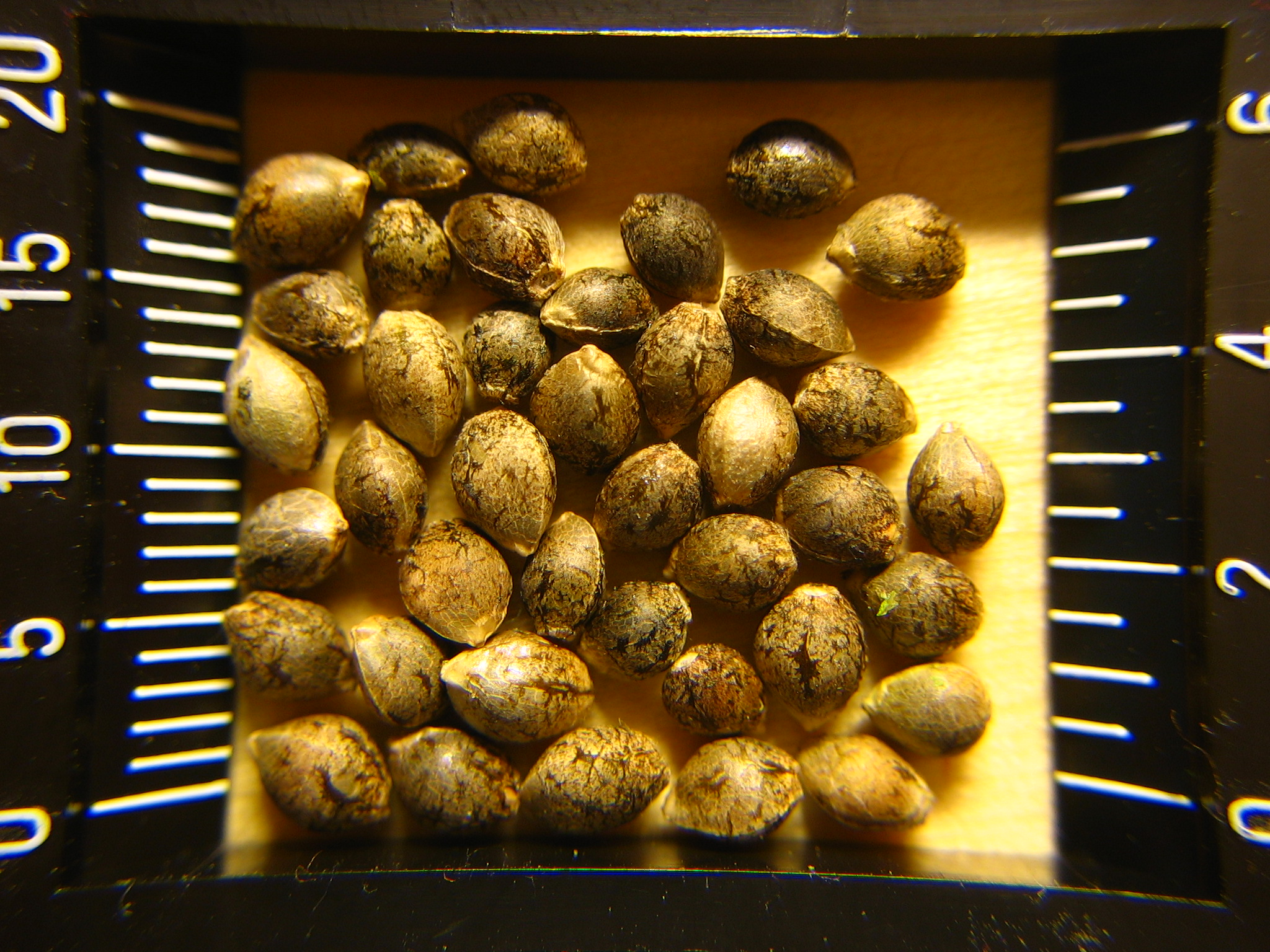
Насіння
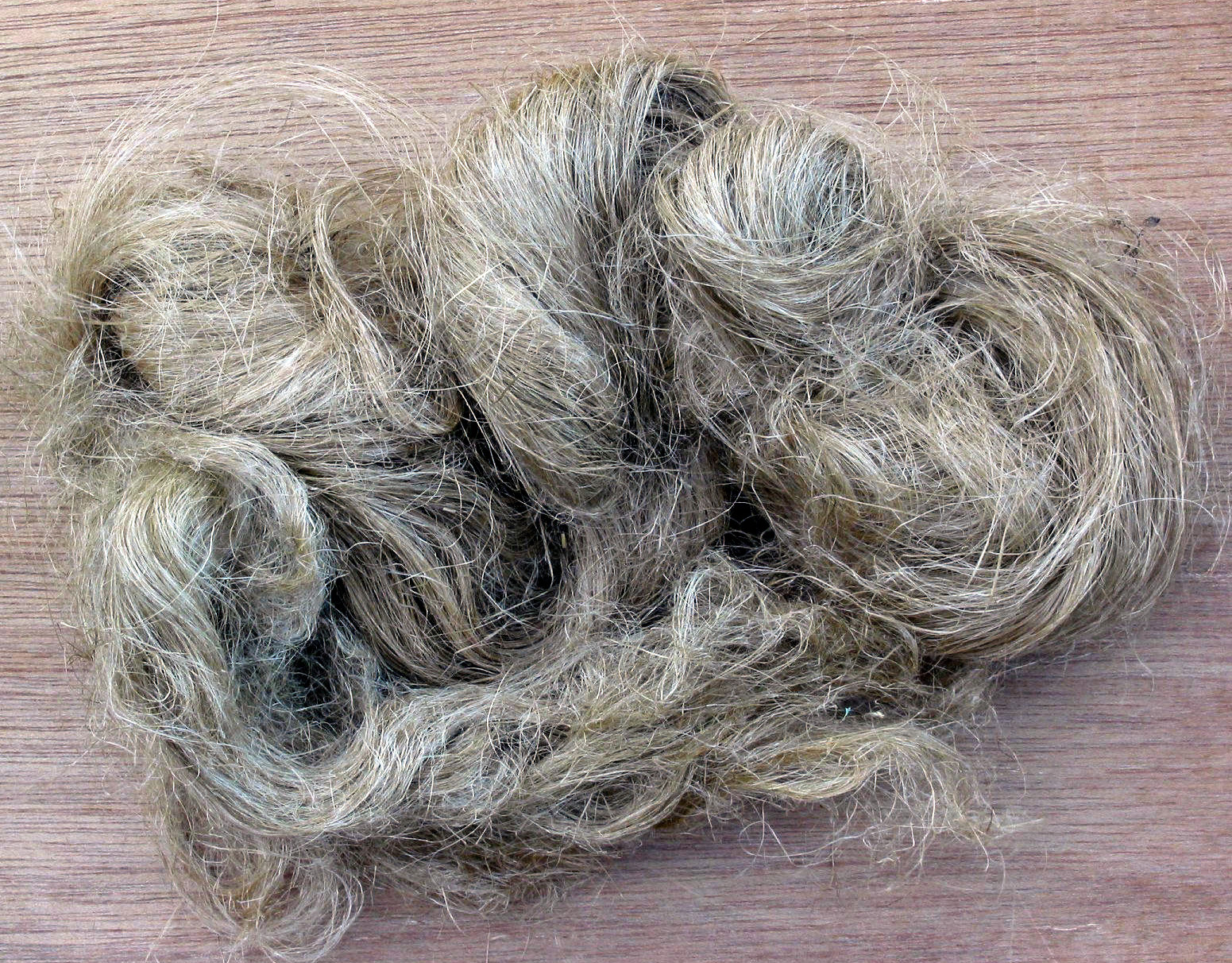
Волокна з конопель
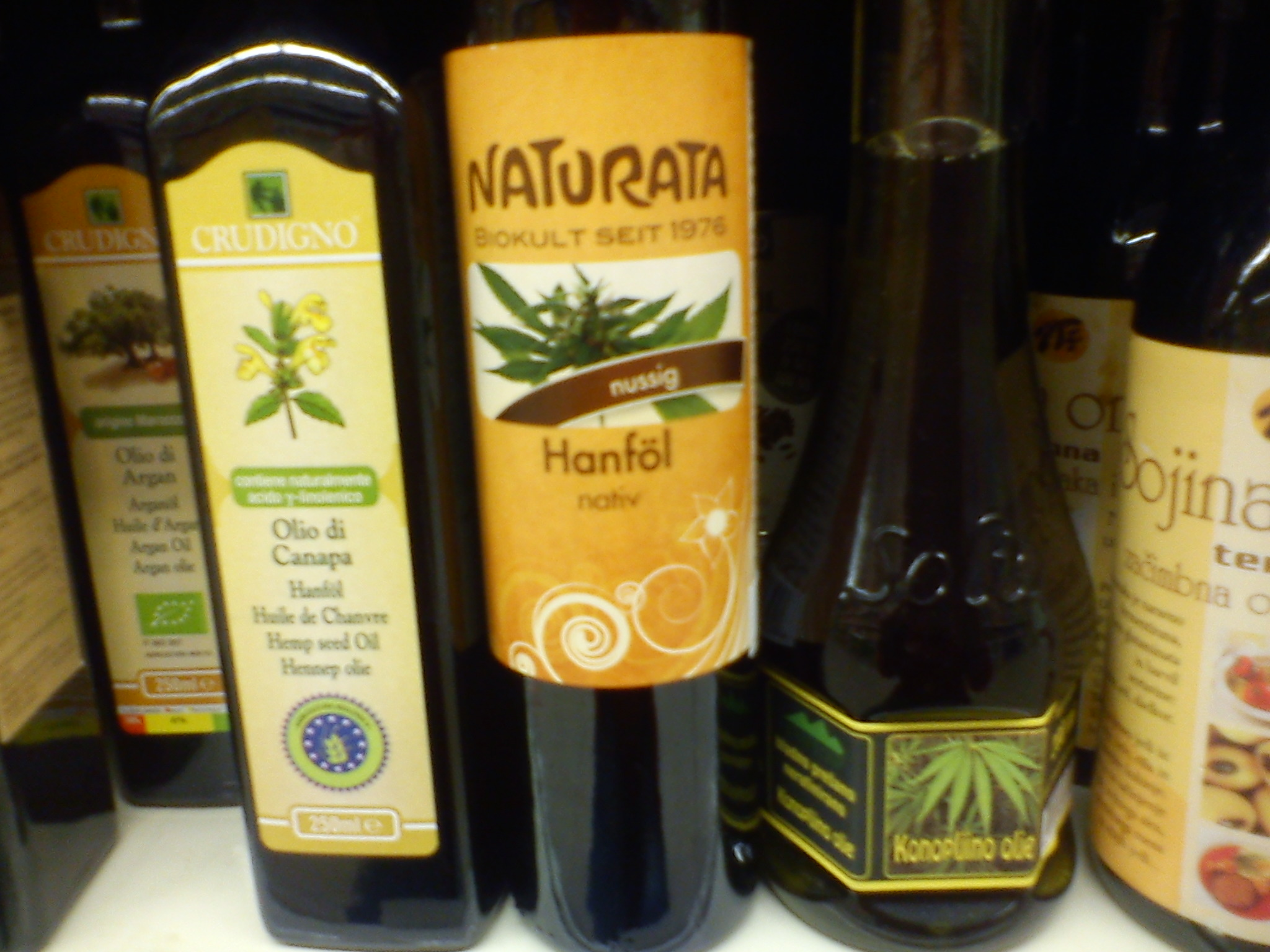
Пляшки з конопляною олією (Hanfoel німецькою)
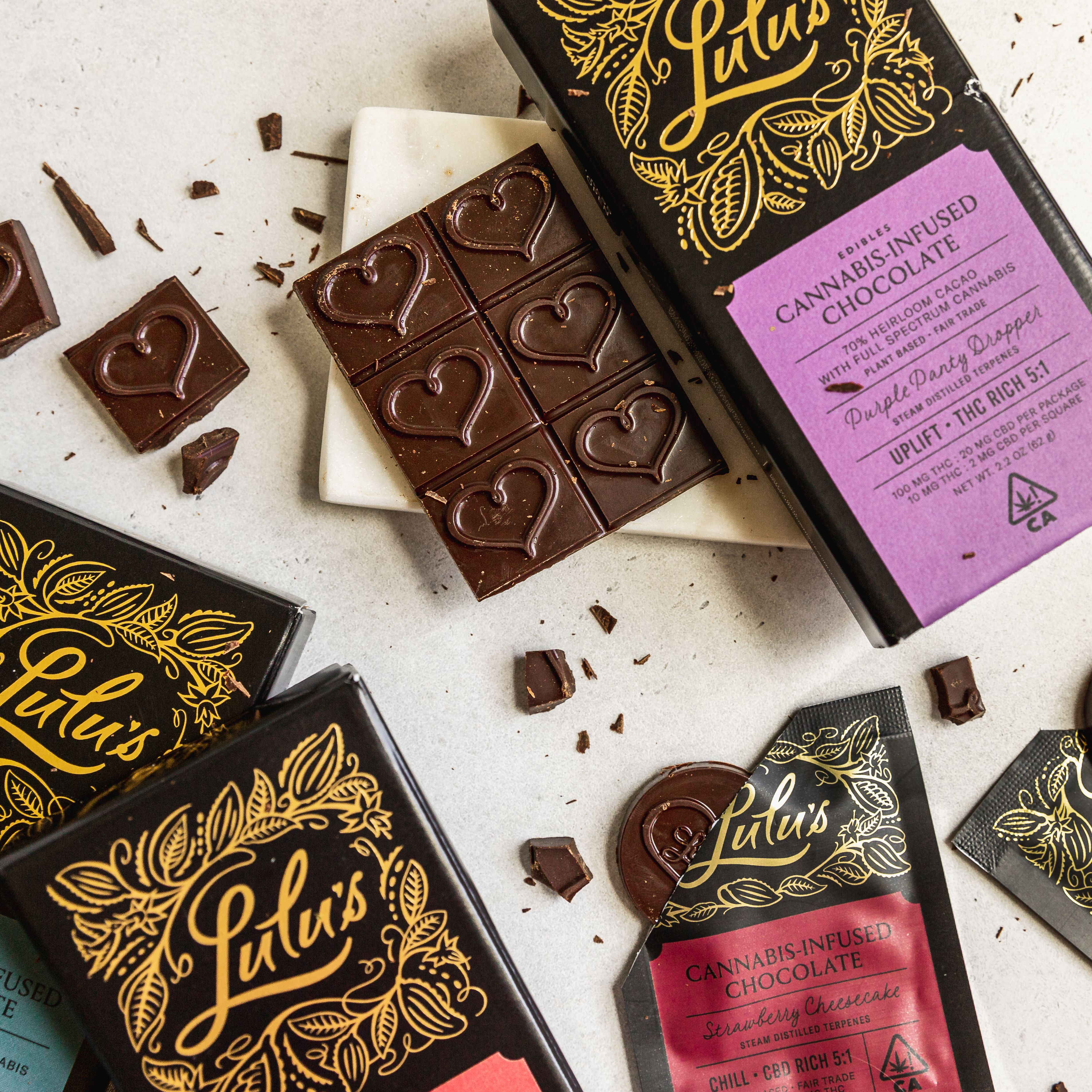
CBD (канабіс) шоколад
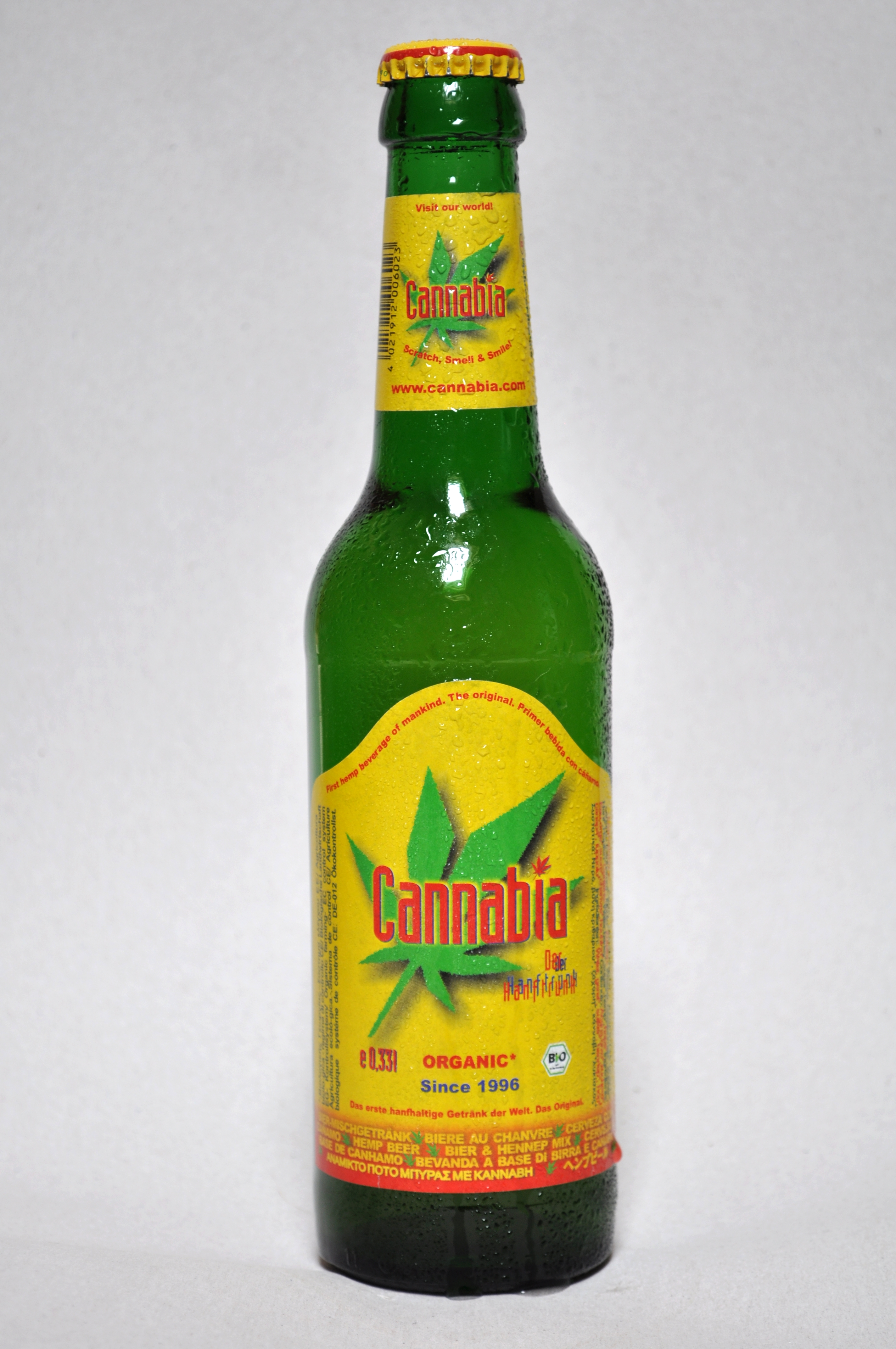
Cannabis® — це перший у світі легальний напій із канабісом. Він був виготовлений у березні 1996 року та вперше представлений на виставці Ernte 96 у Берліні.